# Lollypop (přehrávač)
Lollypop je svobodný a otevřený, moderní a rychlý přehrávač zvuku pro Linux. Je založen na knihovně GTK a používá multimediální framework GStreamer. Je dostupný pro unixové operační systémy a je vydán za podmínek GNU General Public License.
Byl s moderním rozhraním inspirovaným materiálovým designem navržen tak, aby výborně pracoval v prostředí plochy GNOME, se zaměřením na intuitivní minimalistický vzhled, který usnadňuje jeho přijetí uživateli a bezproblémové používání. Má všechny od hudebního přehrávače očekávané funkce, jako je procházení hudební sbírky a prohledávání hudebních souborů v ní, natahování textů písní a životopisných údajů umělců z internetu, a stejně tak automatické stahování obalů k hudebním souborům.
Přehrávač dělá skvělou práci při pořádání a procházení alb a umělců. Můžete všechna alba, která máte, vidět v jednom dlouhém seznamu. Klepnutí na jedno z nich vyvolá ve spodní části obrazovky vyskakovací okno, v němž je vidět seznam všech písní na tom albu. Volba řada pracuje jako dočasný seznam skladeb. Do řady se dají přidávat písně, a potom je přeuspořádat nebo písně dle libovůle odebrat.
Dovolí začlenit internetová rádia, obsahuje hezké rozhraní pro přidávání, procházení a přehrávání internetových rozhlasových stanic.

## Vlastnosti
- Životopisná data, životopisná data autorů textů písní, texty písní: získávání informací o umělcích a skladbách z internetu
- Intuitivní procházení: Procházení sbírky podle žánrů/umělců a podle obalů alb
- Hlavní seznam skladeb. Řada je hudebním zdrojem navrženým k dočasnému uložení dalších skladeb určených k přehrání
- Přehrávání mnoha zvukových formátů: MP3, MP4, OGG a FLAC
- Stahovač obalů: automatický stahovač obalů z Last.fm, Itunes a Spotify. Poslech hudby poskytované internetovými službami
- Podpora pro rádia – poslech Last.fm a TuneIn
- Odesílání informací o přehrávání skladeb Last.fm a Libre.fm
- Zařízení MTP: seřizování hudby s telefony s operačním systémem Android a jakýmkoli zařízením MTP
- Zobrazení na celou obrazovku: přístupnost přehrávače pohledem z pohovky (díky podpoře pro HiDPI - monitory s vysokým rozlišením a vysokým DPI)
- Večírkový režim: Lollypop vybírá hudbu. Automatický výběr seznamů skladeb k přehrávání souvisejících se společenskou událostí
- Podpora pro udržení hlasitosti skladeb (Replay Gain)
- Hledání ve sbírce podle umělce, alba a názvu.[1][3]